# Pŏmŏ sa
Pŏmŏ sa (kor. 범어사) – jeden z najstarszych i najważniejszych klasztorów koreańskich, pierwotnie związany ze szkołą hwaŏm, a obecnie ze szkołą sŏn w tradycji chogye.

## Historia klasztoru
Klasztor ten został wybudowany w 678 r. przez założyciela szkoły hwaŏm, mistrza Ŭisanga, podczas panowania króla Silli Munmu (pan. 661–681).
W czasie swojego największego rozwoju w okresie panowania dynastii Koryŏ był dużo większy niż obecnie. Przebywało w nim ponad 1000 mnichów, miał ponad 360 pomieszczeń. Był to wielki ośrodek nauczania w tradycji szkoły hwaŏm.
W 1592 r. podczas kolejnej inwazji japońskiej, klasztor został doszczętnie spalony. Został zrekonstruowany w 1602 r., jednak wkrótce spłonął ponownie od przypadkowo zaprószonego ognia. Został ponownie odbudowany w 1613 r. Z tego okresu pochodzą gmach główny – Taeungjŏn (Skarb Narodowy nr 434) oraz frontowa brama – Iljumun.
Klasztor ma dość nietypowy plan architektoniczny. Położony jest na trzech poziomach. Poziom pierwszy, to gmach główny i jego okolice. Poziom drugi to okolice Pojeru – gmachu Wybawienia wszystkich istot. Poziom najniższy obejmuje trzy bramy.
Pojeru (powstały w 1699 r.) służył jak hala wykładowa. Obecnie przeznaczony jest raczej dla ludzi świeckich. Ponieważ klasztor jest obecnie związany z medytacyjną tradycją sŏn, w Pojeru znajduje się seria Dziesięciu obrazków pasterskich.
Klasztor jest m.in. słynny ze swoich bram. Pierwsza – wejściowa – nosi nazwę Bramy 1-filarowej. Pierwszą przyczyną jest to, że ta 4-filarowa brama widziana z jednej strony wydaje się być bramą 1-filarową. Drugą – że nazwa symbolizuje poszukiwanie prawdy z jednością w umyśle. Brama druga jest Bramę Czterech Obrońców; znajdują się w niej cztery posągi Czterech (Wielkich) Niebiańskich Królów (kor. Sa(dae)ch'ŏnwang) – obrońców buddyzmu. Są nimi Tamun Ch'ŏngwang (północ), Chonjang Ch'ŏnwang (południe), Chikuk Ch'ŏngwang (wschód) i Kwangmok Ch'ŏnwang (zachód). Trzecia – Brama  niedualności (skt advaita) – symbolizuje fakt, że chociaż wkraczając na teren klasztoru przechodzi się z przestrzeni profanum do przestrzeni sacrum, to jednak nie są one różne.
Po minięciu trzech bram, kierując się na północ, po minięciu Wieży dzwonu, dochodzi się do centrum medytacyjnego klasztoru Kŭmŏsŏnwon (lub Sŏnwon) – zamkniętego dla zwiedzających.
W klasztorze znajdują się budynki poświęcone głównym buddom i bodhisattwom mahajany; Śakjamuniemu (założycielowi buddyzmu – kor. Sŏkkamoni), Wajroczanie (głównemu buddzie szkoły hwaŏm – kor. Pirojana), Maitrei (kor. Mirŭk), Awalokiteśwarze (kor. Kwanseŭm) i Ksitigarbhie (kor. Chijang).
W budynku poświęconym Wajroczanie za posągiem tego buddy znajdowało się słynne malowidło. Obecnie zostało ono przeniesione do innego, lepiej chronionego gmachu.
Klasztor ma dwie główne stupy. 3-kondygnacyjna kamienna stupa pochodzi z ok. 830 r. Jest Skarbem Narodowym nr 250. 7-kondygnacyjna stupa, została tu przeniesiona z miejsca, w którym obecnie znajduje się budynek poświęcony Chijangowi. Zawiera on śarira (relikty) Buddy, które zostały przyniesione przez indyjskiego mnicha.
Do cenniejszych zabytków klasztoru zalicza się także stupy wschodnią i zachodnią, kamienną lampę oraz uchwyt masztu flagowego.
Jest to 14. parafialna świątynia Korei. Zarządza 114 klasztorami.

## Pustelnie
Do klasztoru należy również 11 pustelni lub małych świątyń (kor. am), które rozmieszczone są w okolicznych górach:
1. Chŏngnyŏng am (Pustelnia Błękitnego Lotosu)
2. Naewŏn am (Pustelnia Niebiańskiej Auli Buddy)
3. Kyemyŏng an (Pustelnia Piejącego Koguta)
4. Taesŏng am (Pustelnia Wielkiego Świętego)
5. Kŭmgang am (Pustelnia Diamentowa)
6. Anyang am (Pustelnia Rozwijająca Spokój)
7. Mirŭk am (Pustelnia Maitrei)
8. Wŏnhyo an (Pustelnia Wŏnhyo, w której przebywał ten wielki mistrz buddyjski)
9. Saja am (Lwia Pustelnia)
10. Mansŏng am (Pustelnia Wielkiego Nauczyciela)
11. Chijang am (Pustelnia Ksitigarbhy)

## Ważniejsi mnisi związani z klasztorem
- Ŭisang
- P'yohun – uczeń Ŭisanga
- Nakan
- Ilch'on
- Tongsan Hyeil – głowa szkoły chogye, zm. 1965 w tym klasztorze

## Wideo
- Wideo z klasztoru

## Położenie i adres klasztoru
Klasztor jest położony w północnej części Pusan.
- 551 Cheongnyongnopo-dong, Geumjeong-gu, Busan, Korea Południowa

## Galeria

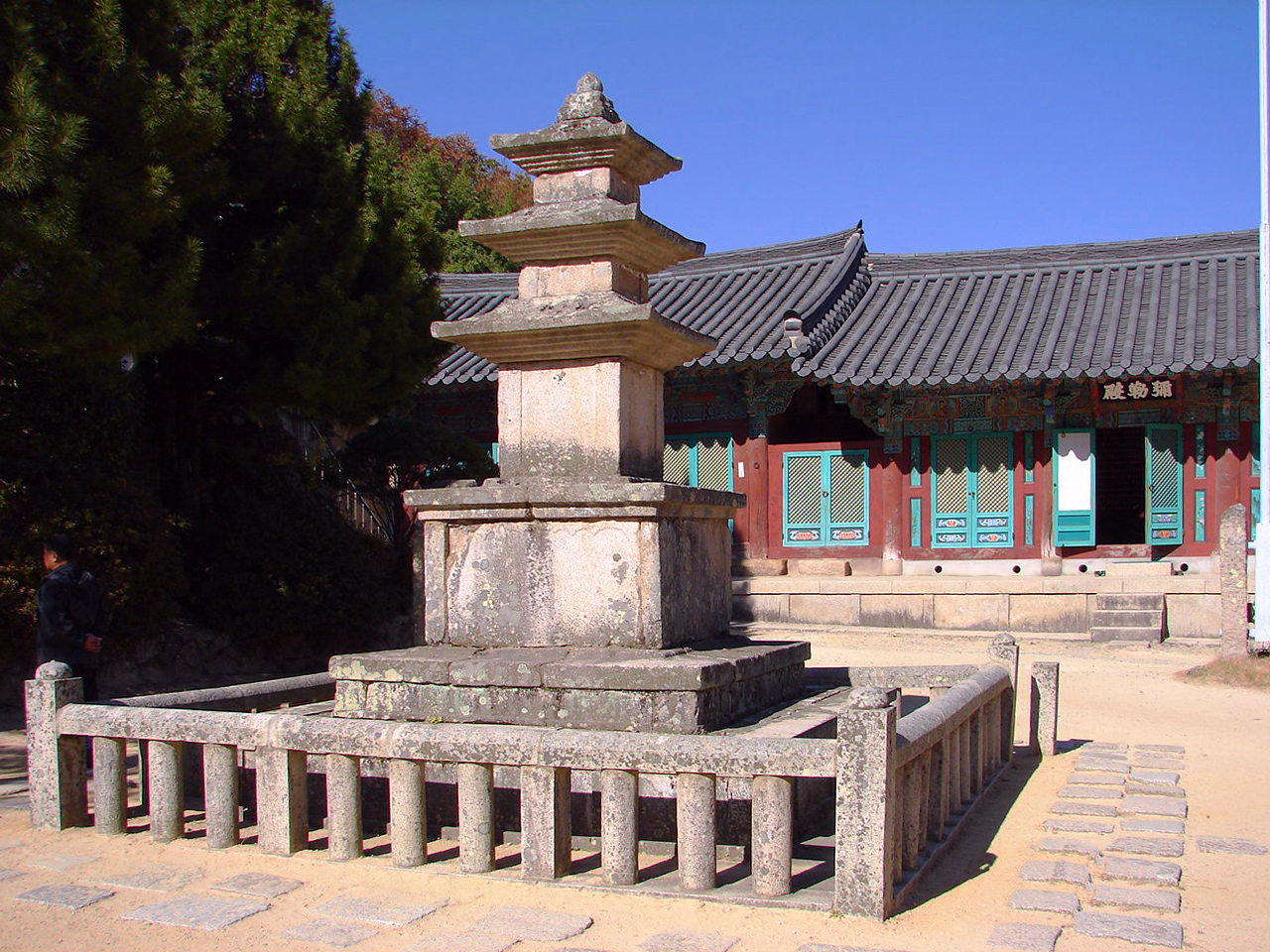
3-kondygnacyjna stupa
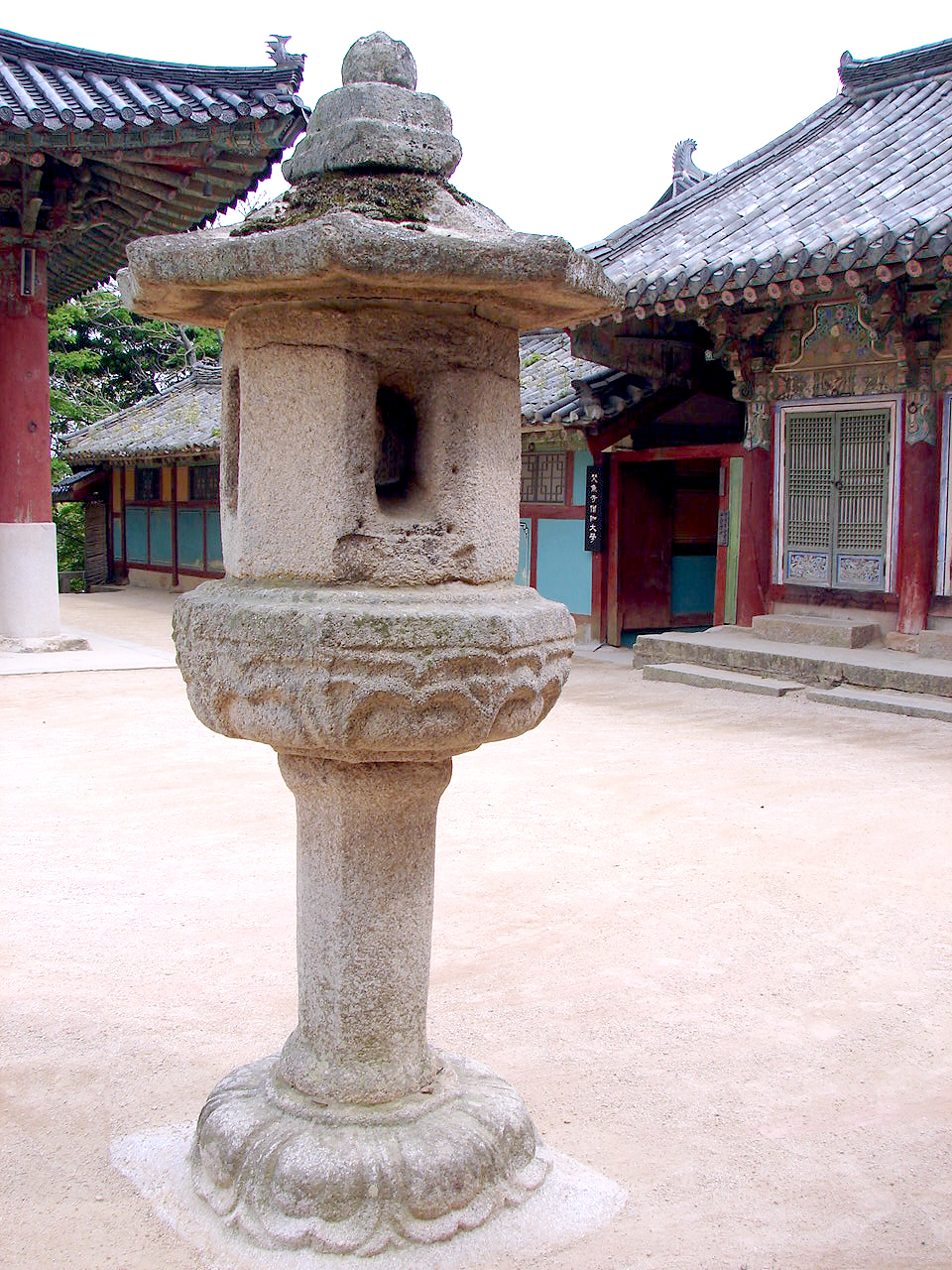
Kamienna latarnia. Uważa się, że zbudował ją sam Ŭisang w 678 r.
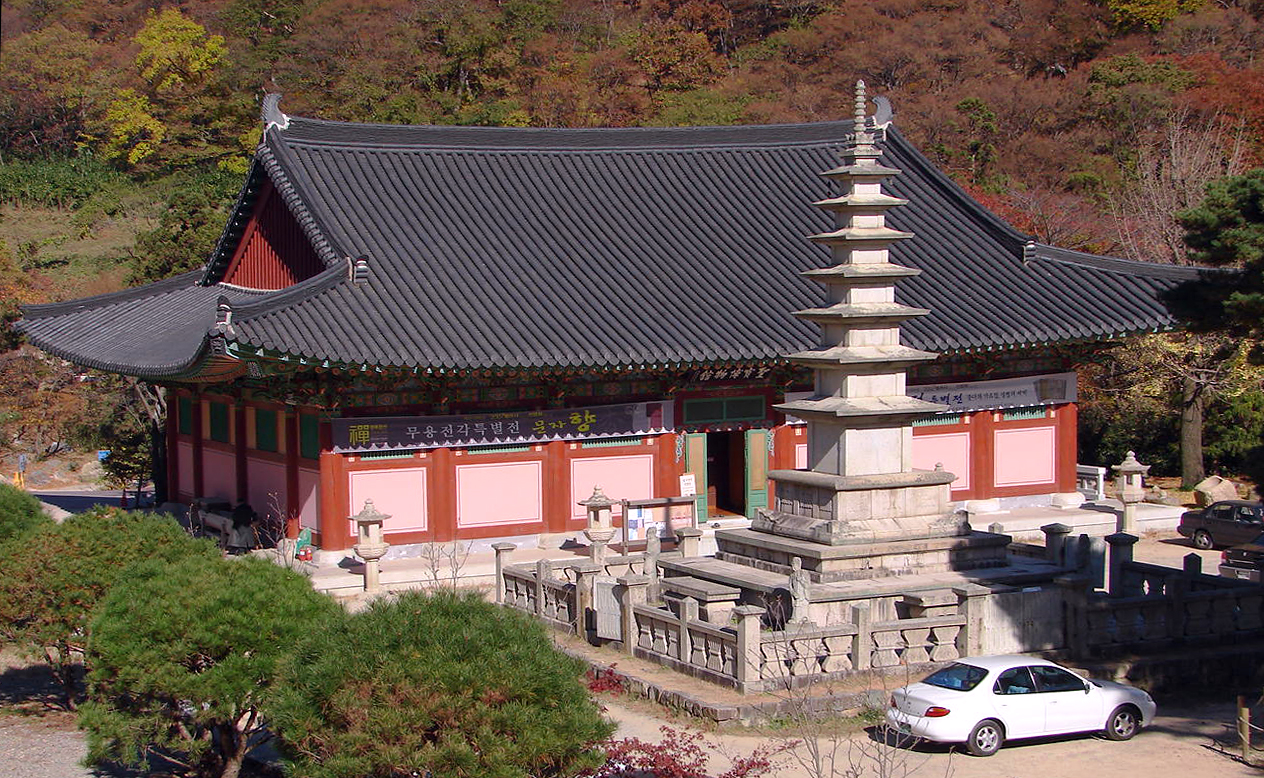
7-kodygnacyjna stupa
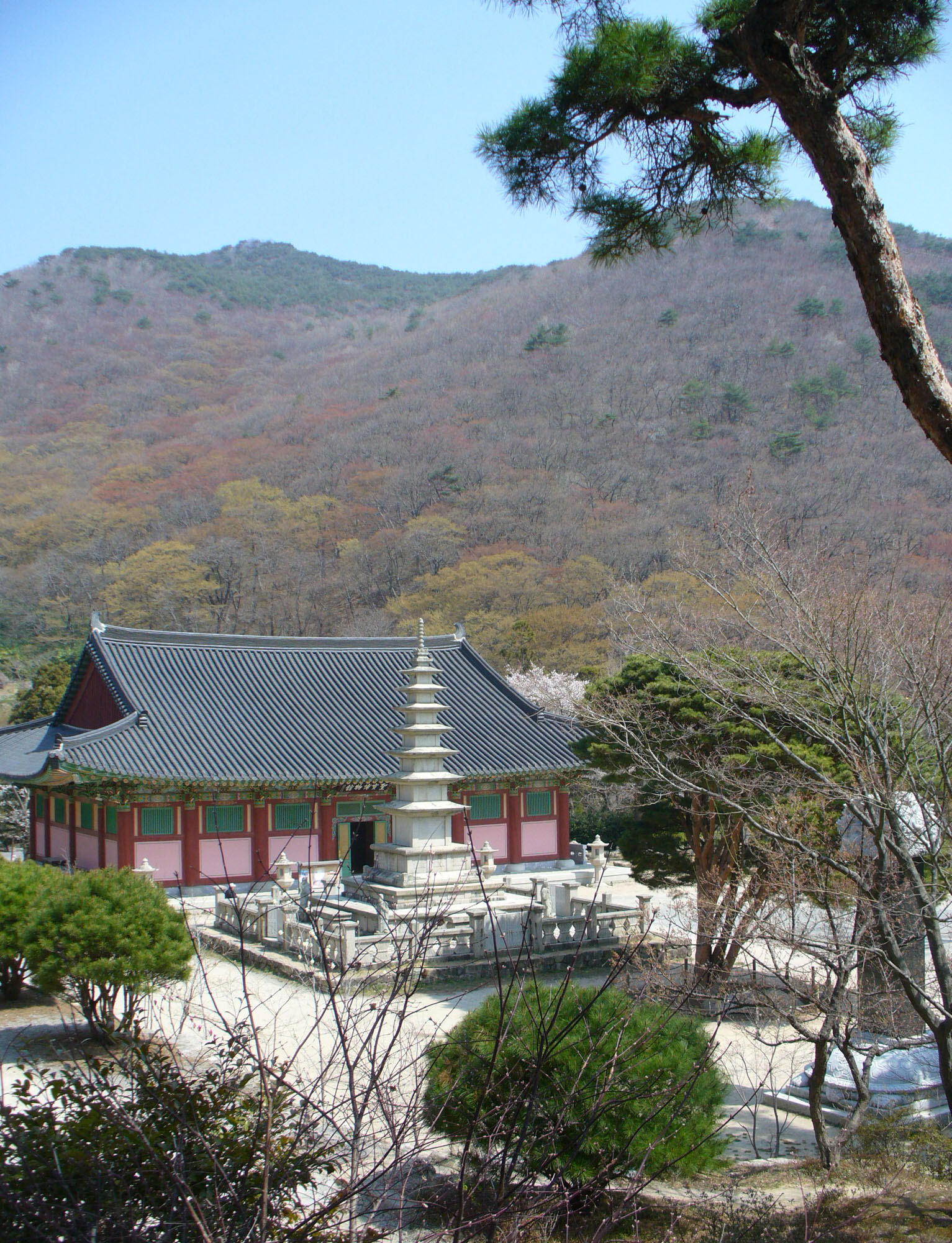
7-kondygnacyjna stupa
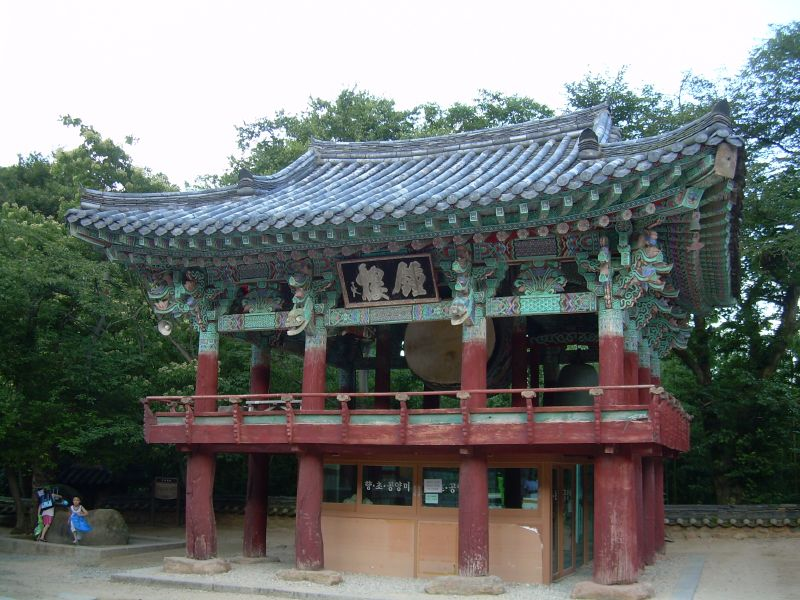
Wieża dzwonu (i bębnów)
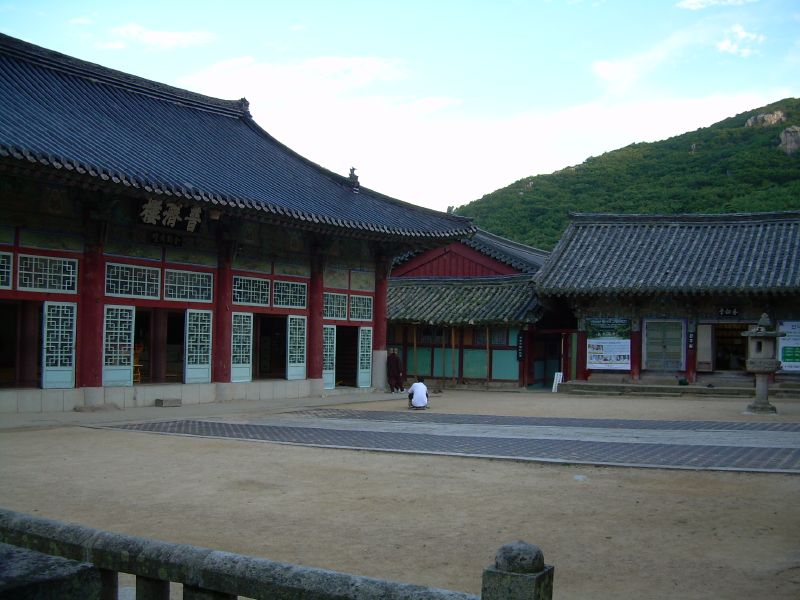
Pojeru - Gmach wykładów
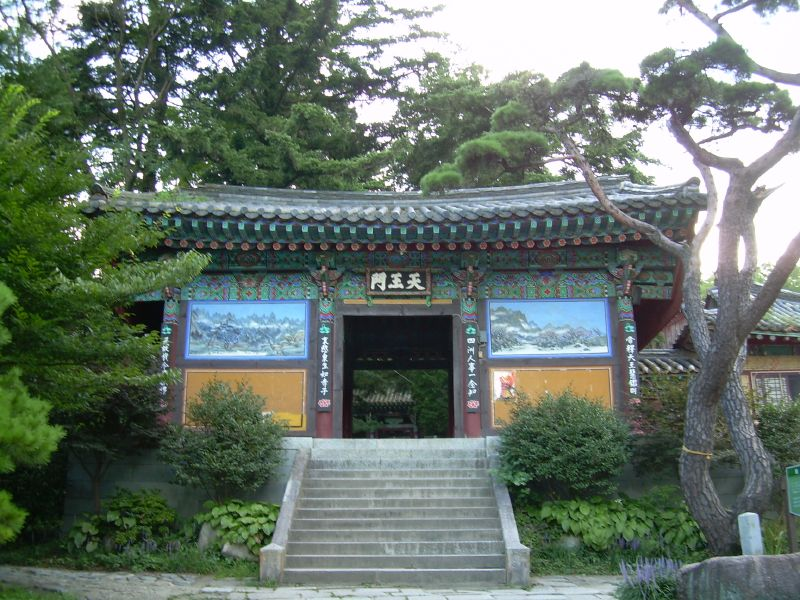
Ch'ŏnwangmun (Brama Czterech Niebiańskich Królów) – druga brama
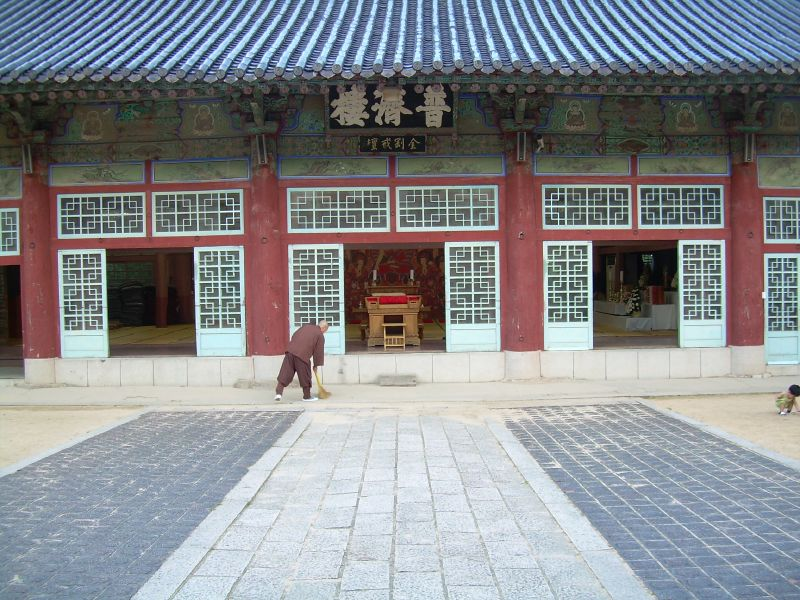
Pojeru - Gmach wykładów; największy budynek klasztoru
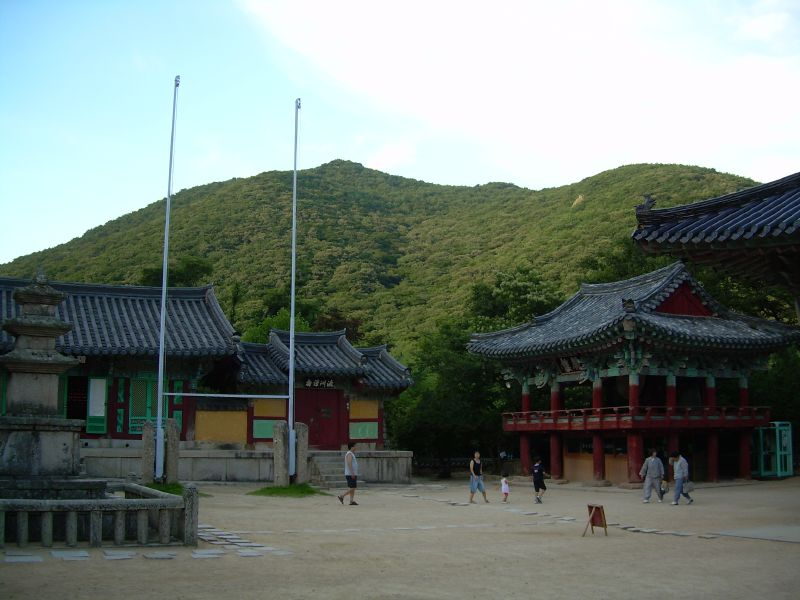
Fragment klasztoru
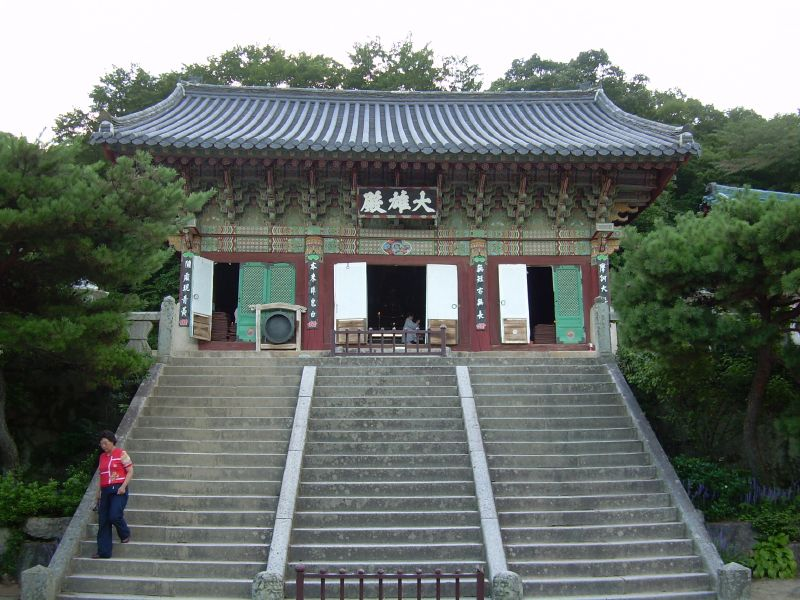
Taeungjŏ - główny budynek klasztoru
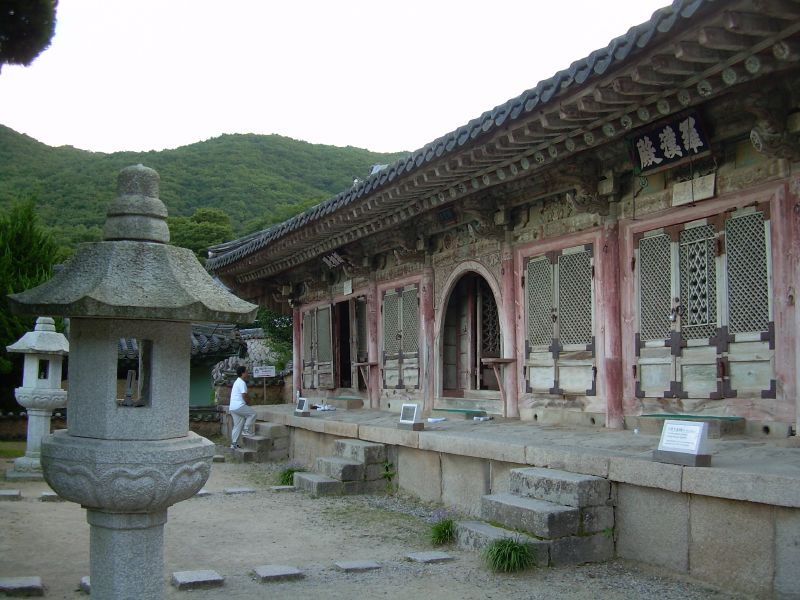
Latarnia
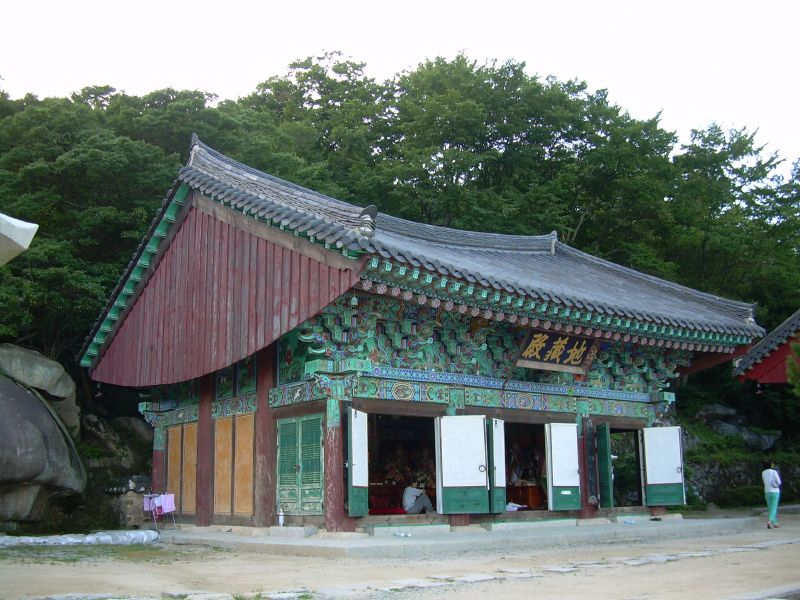
Chijangjŏn - Gmach bodhisattwy Ksitigarbhy
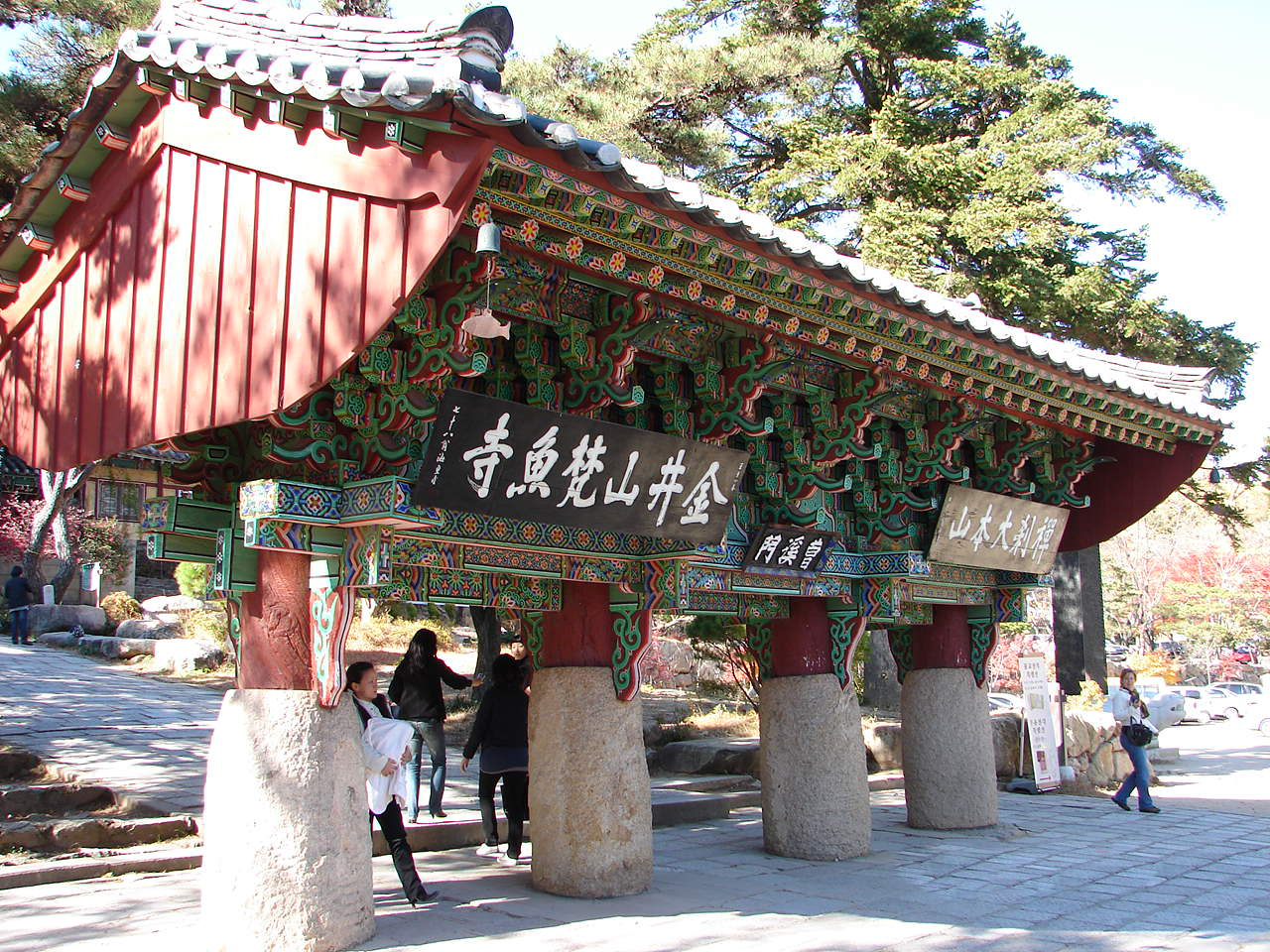
Iljumun (Brama 1-filarowa) – pierwsza brama
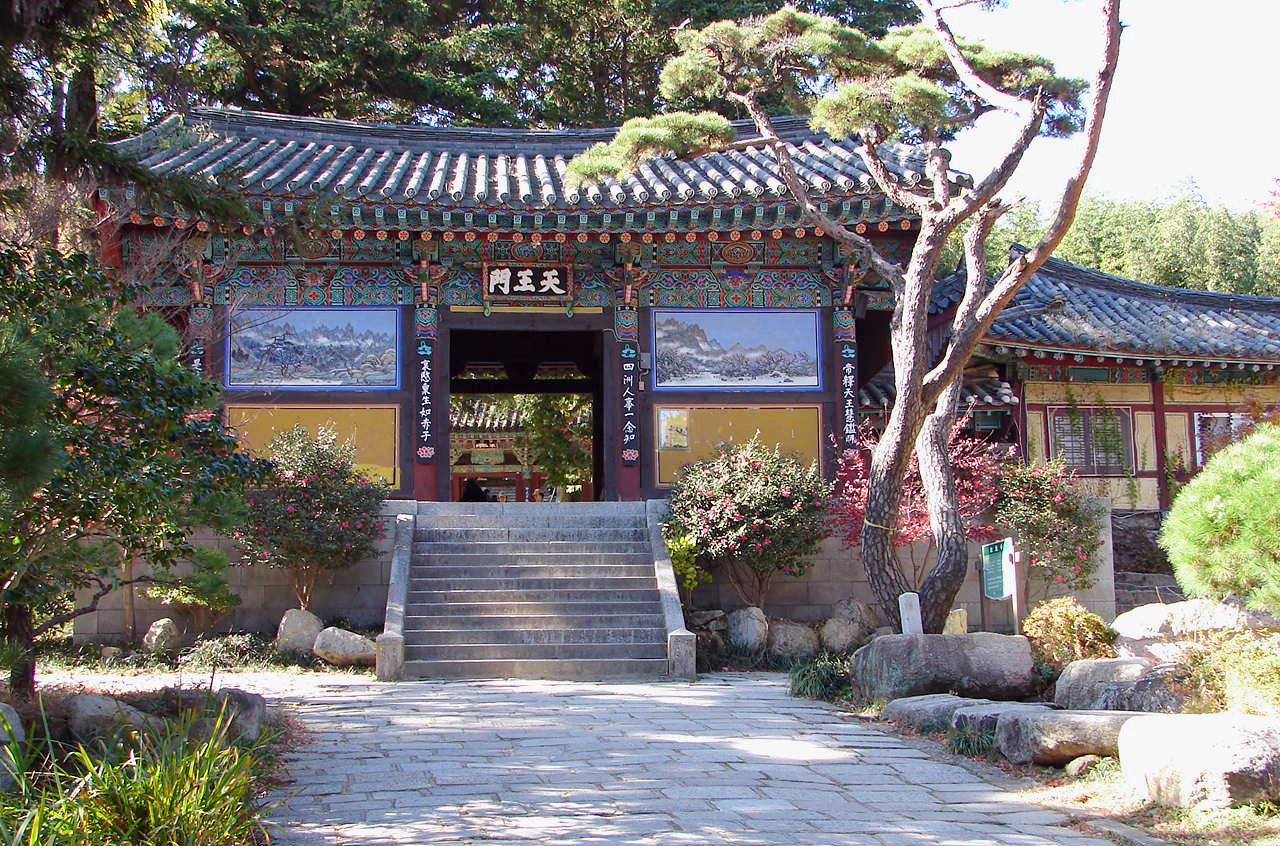
Ch'ŏnwangmun (Brama Czterech Niebiańskich Królów) – druga brama
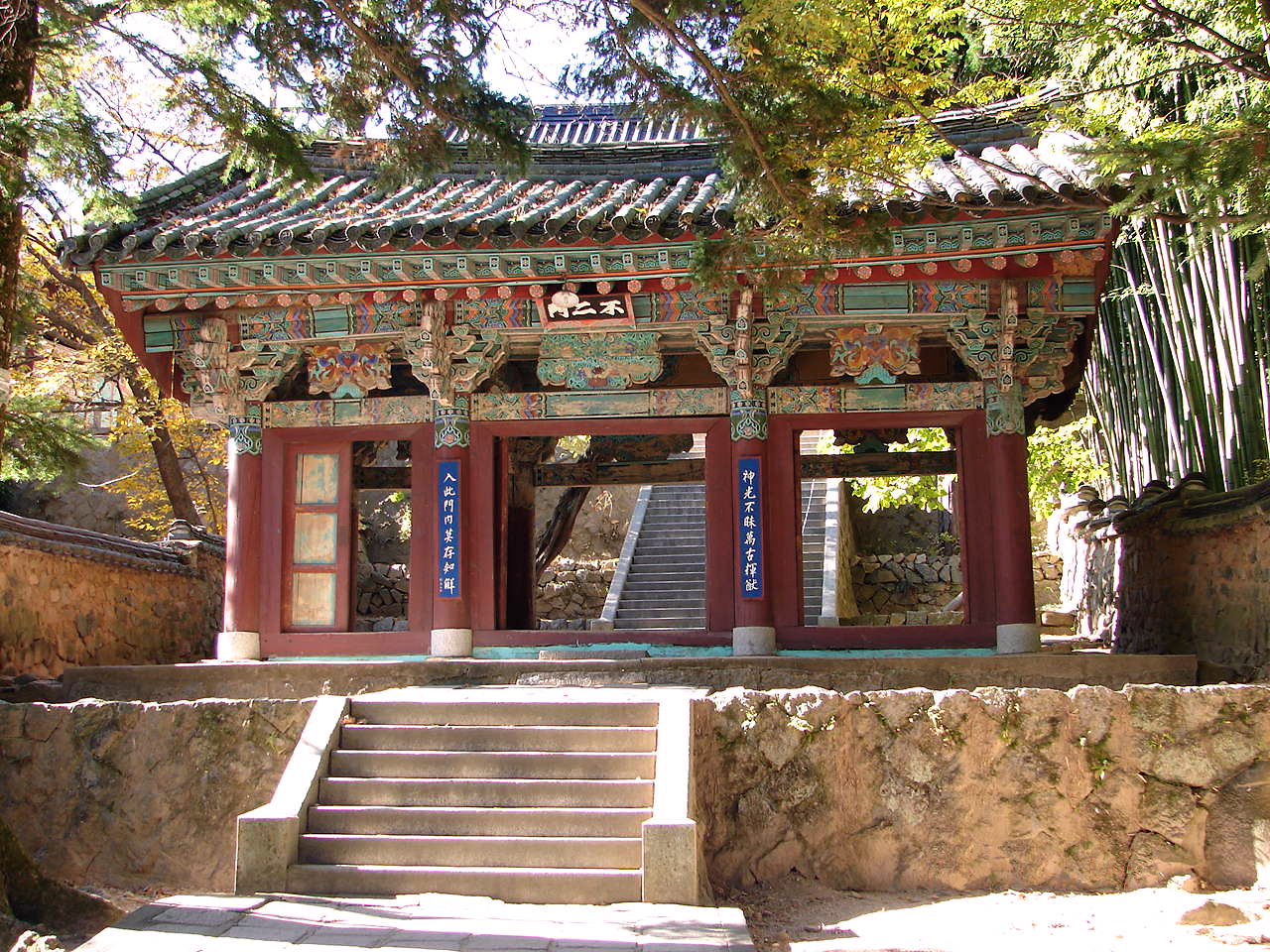
Purimun (Brama niedualności) – trzecia brama
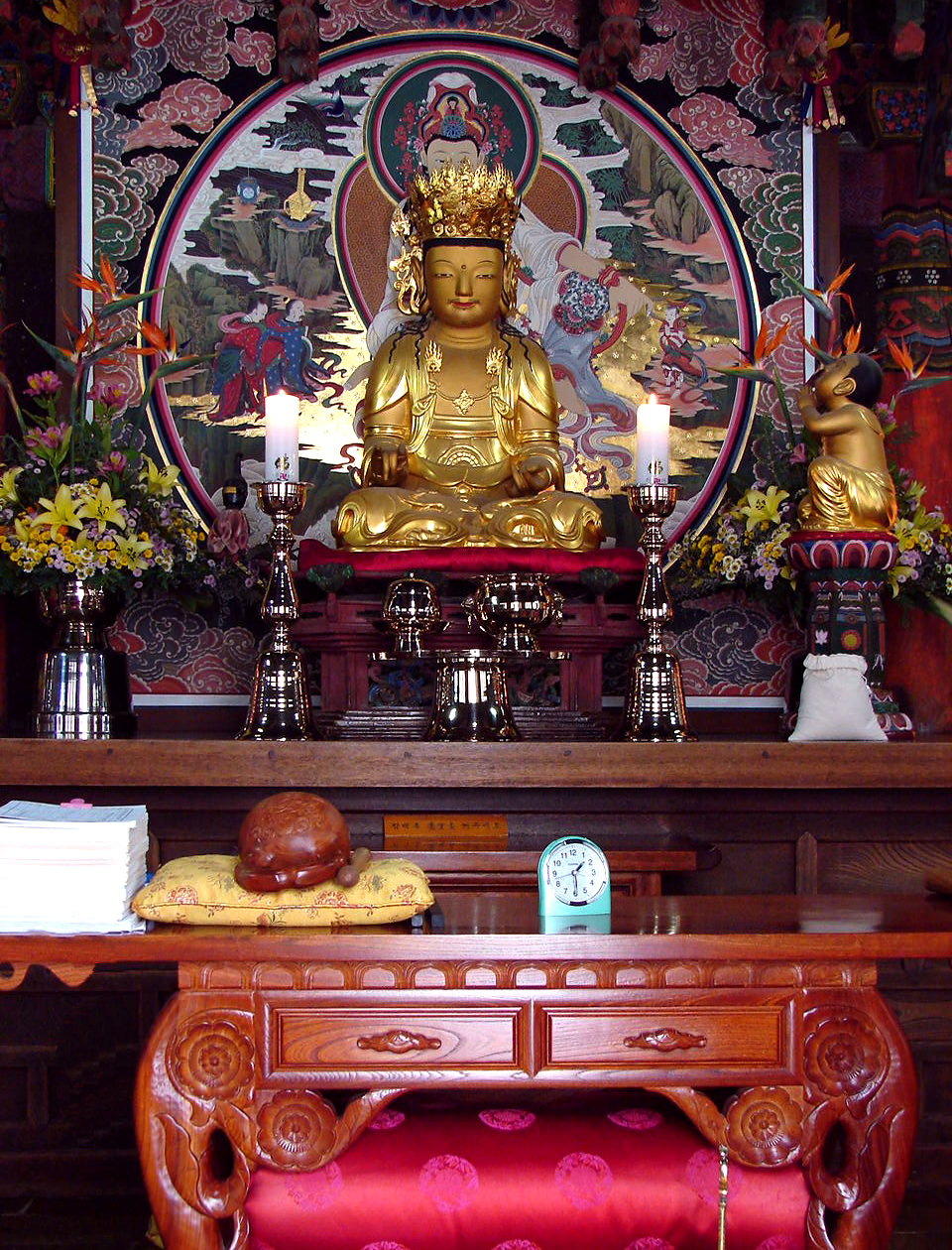
Kwanŭmjŏn - bodhisattwa Awalokiteśwara
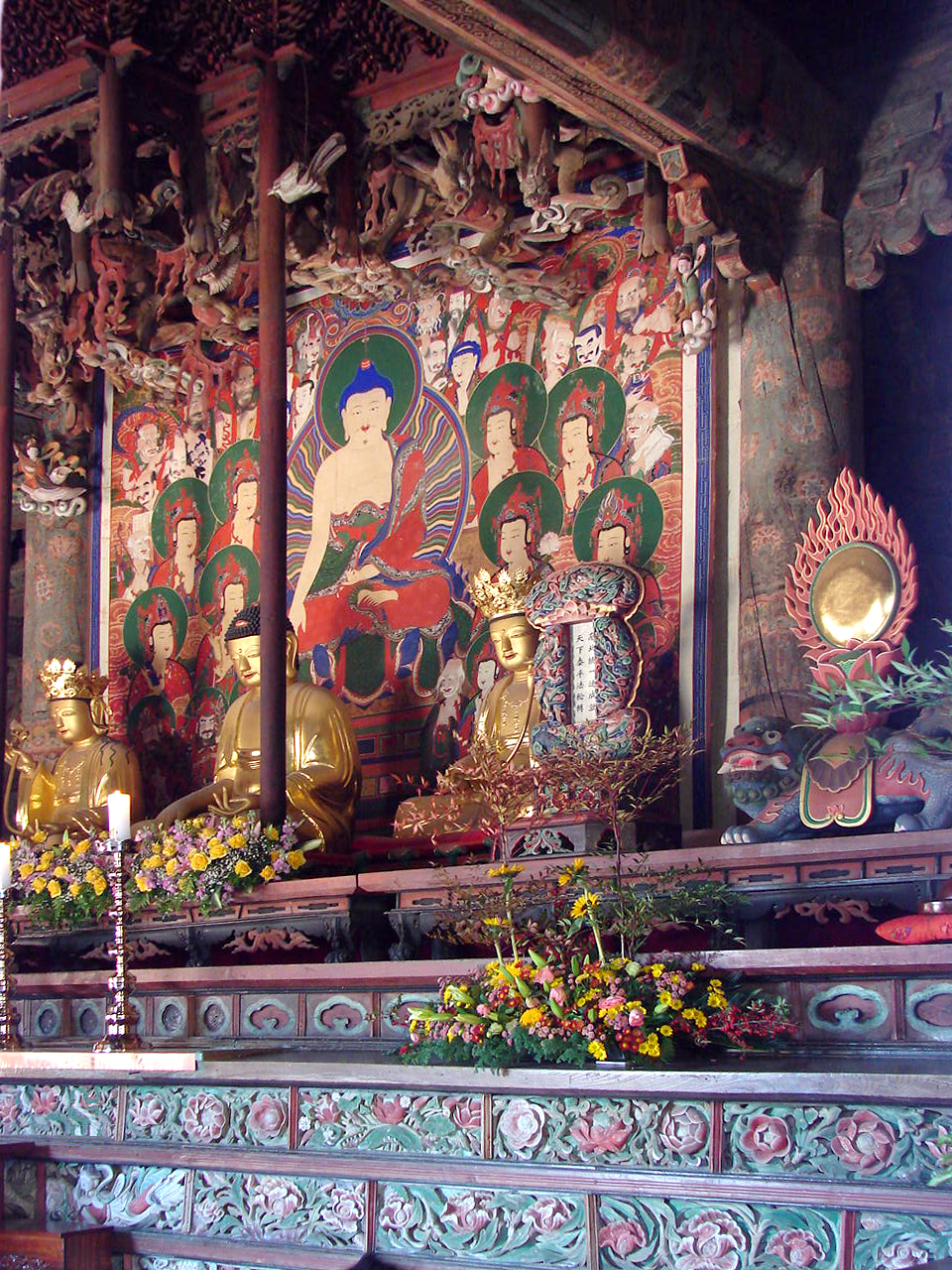
Trójca buddyjska Mandziuśri (l), Siakjamuni, Samantabhadra (p)
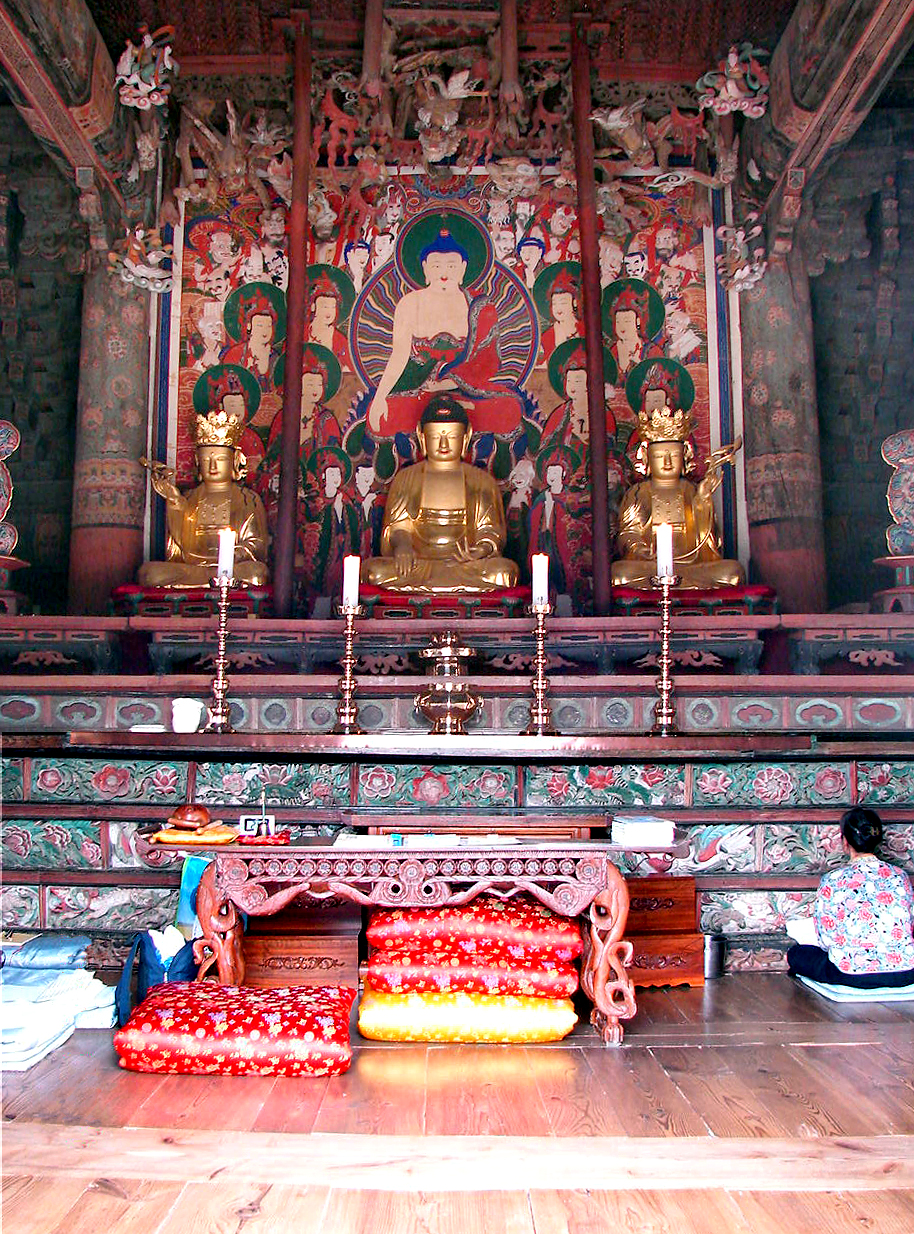
Trójca buddyjska - widok ogólny
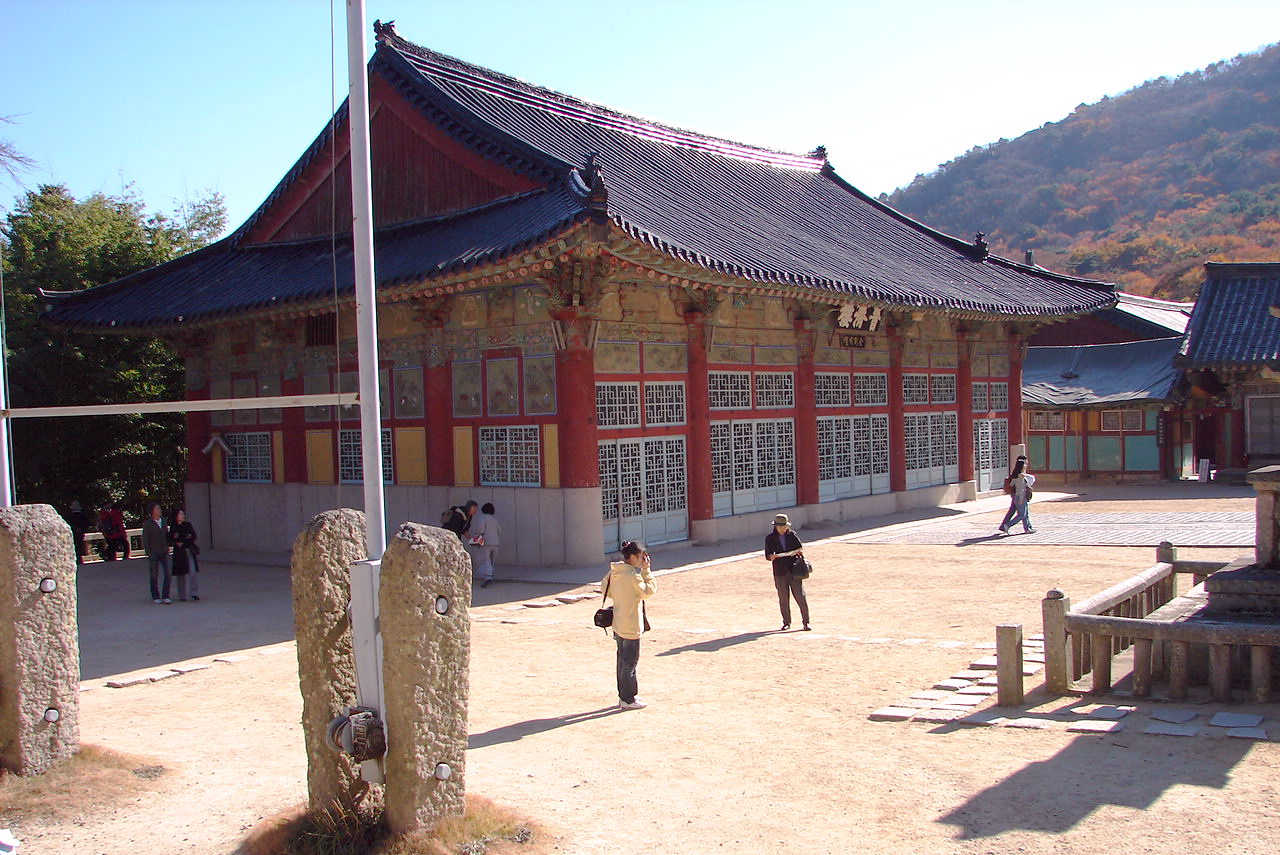
Bojeru - Gmach wykładów; największy budynek klasztoru
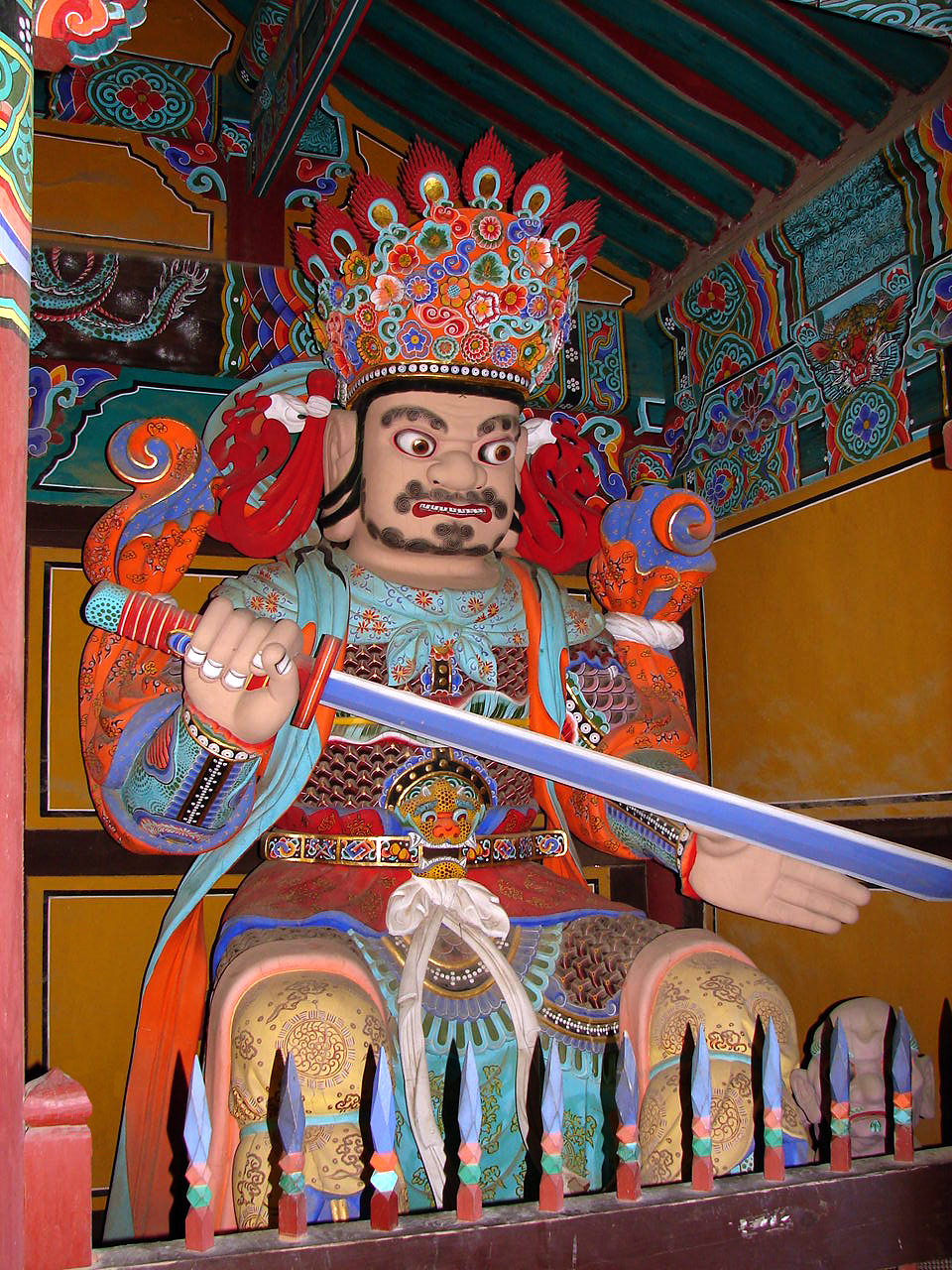
Obrońca południa Wirudhaka (skt Virūḍhaka; kor. Chungjangch'ŏn(wang)]
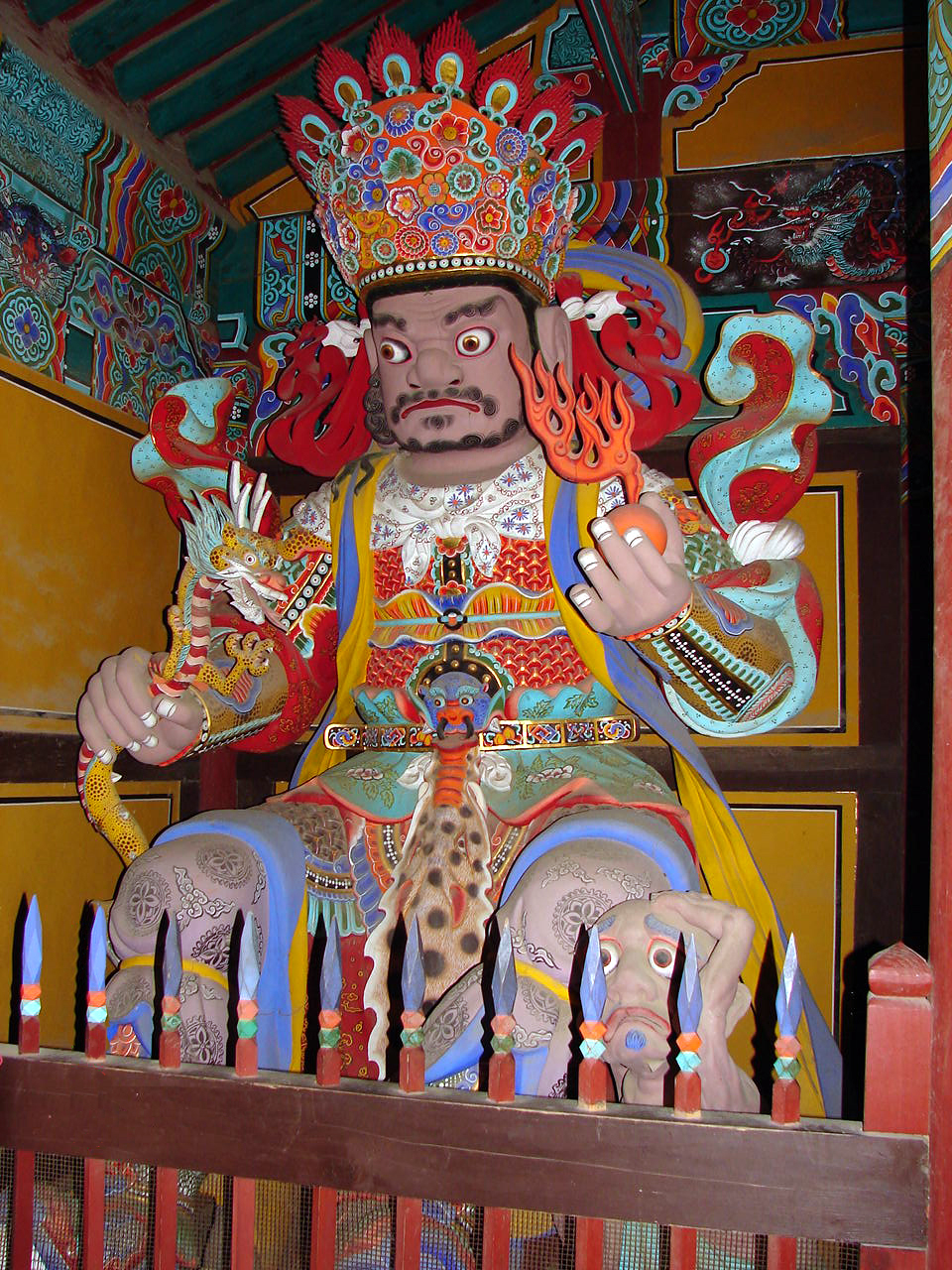
Obrońca zachodu Wirupaksa [(skt Virūpāksa; kor. Kwangmokch'ŏn(wang)]
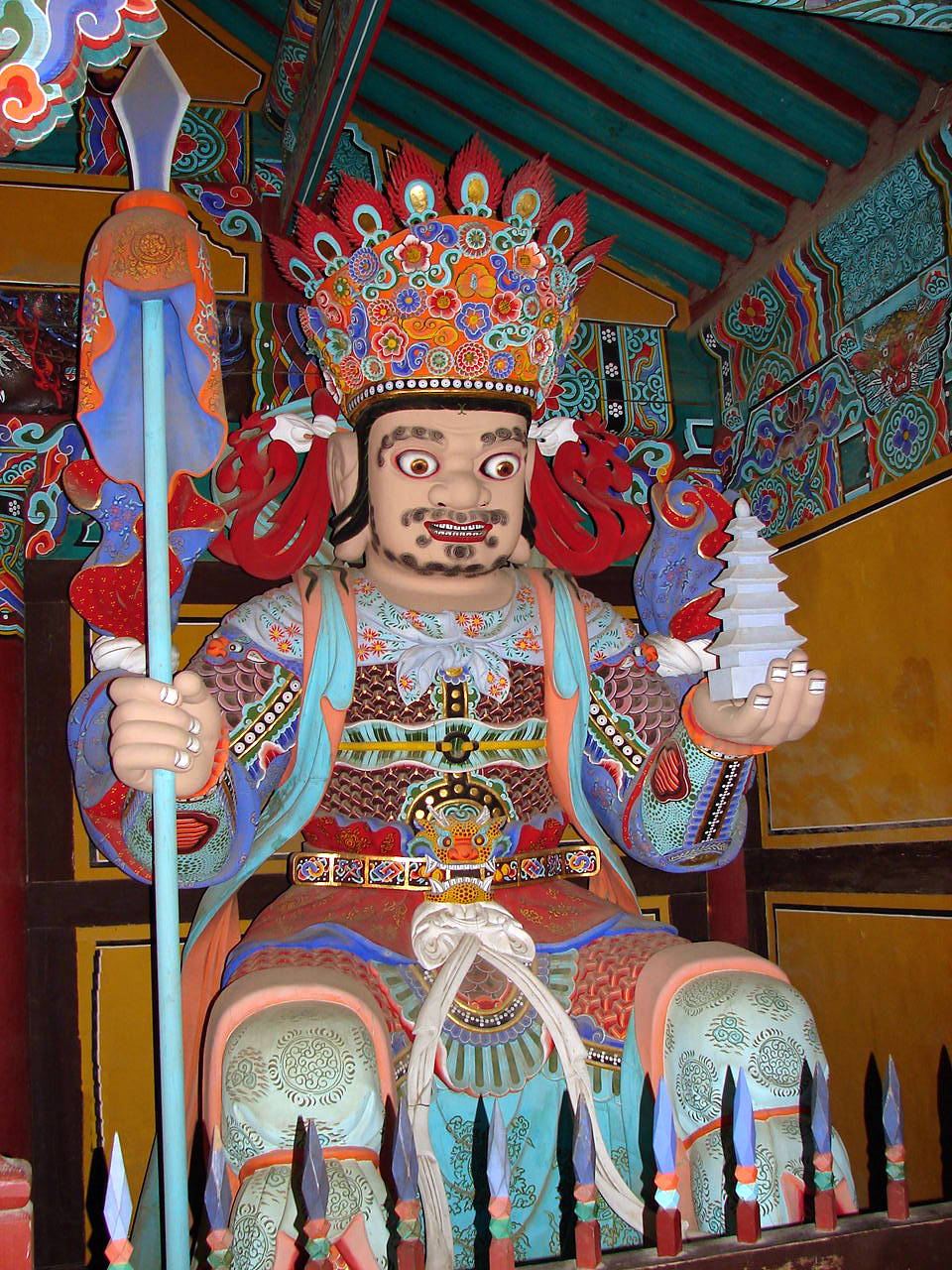
Obrońca północy Waiśrawana [(skt Vaiśravaṇa; kor. T'akt'apch'ŏn(wang)]
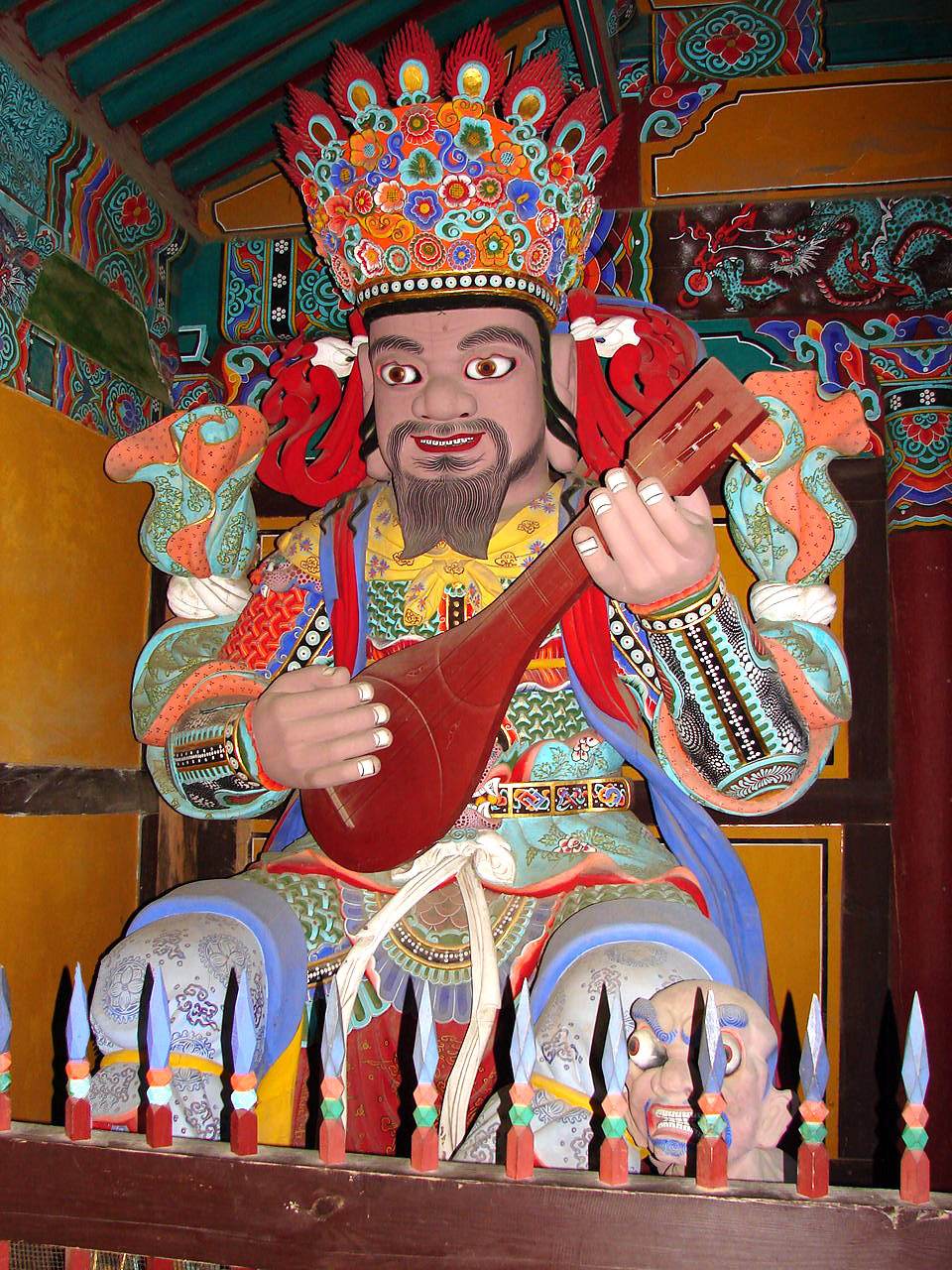
Obrońca wschodu Dhritarastra [skr Dhṛtāraṣṭra; kor. Chigukch'ŏn(wang)]